# Irrbloss

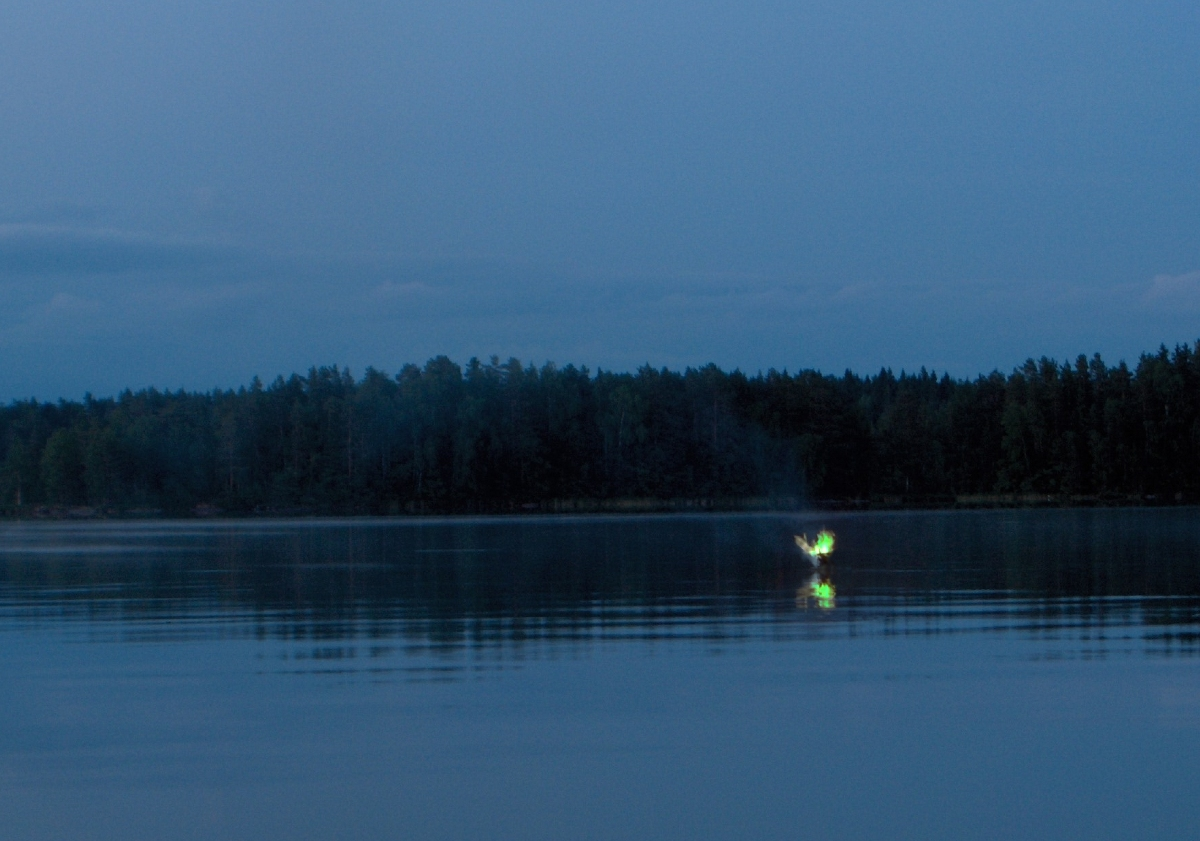
En rekonstruktion av ett irrbloss.

Irrbloss eller ignis fatuus är små mystiska ljus på hedar, myrar och i kärr.
Förr trodde man att de var själar av människor som utfört lika mycket ont som gott i livet och därför varken kommit till himlen eller helvetet. En annan uppfattning var att de skulle vara personer som lurats att gå ned sig i myrar och sedan efter sin död stigit upp som ett irrbloss, för evigt dansande runt platsen där de dött, ledande andra vilsna människor antingen till säkerhet eller till deras död.
Vetenskapligt förklaras irrbloss som bubblor av sumpgas som självantänder och brinner med en kall låga.